# Nephrotoma nasuta
Nephrotoma nasuta là một loài ruồi trong họ Ruồi hạc (Tipulidae). Chúng phân bố ở miền Cổ bắc.